# AEK Ateny (piłka siatkowa kobiet)
AEK Ateny – żeński klub piłki siatkowej z Grecji. Został założony w 1995 z siedzibą w Atenach.

## Polki w klubie
| Lata gry  | Imię i nazwisko |
| --------- | --------------- |
| 2013-2014 | Aleksandra Kruk |

## Sukcesy
Puchar Grecji:
- 2023[1]
- 2011, 2013, 2016

Mistrzostwo Grecji:
- 2012
- 2013, 2014
- 2011, 2023, 2024

Superpuchar Grecji:
- 2012